# 광주 상무 FC R
광주 상무 FC R(Gwangju Sangmu Football Club Reserves)은 대한민국 광주광역시에 있었던 축구 선수단이다. 광주광역시청이 운영하는 남자 세미프로 축구단이며, 2006년에 창단되었고 2010년에 해단되었다.

## 참고 문헌
- “스포츠지원포털 등록 현황”. 대한체육회.
- “KFA 통합경기정보 시스템”. 대한축구협회.
- “K리그 데이터 포털”. 한국프로축구연맹.

## 같이 보기
- 광주 상무 FC
- 이천 상무 FC